# Opius solus
Opius solus är en stekelart som beskrevs av Fischer 1963. Opius solus ingår i släktet Opius och familjen bracksteklar. Inga underarter finns listade i Catalogue of Life.